# Zalujjea, Berejanî
Zalujjea (în ucraineană Залужжя) este un sat în comuna Bișce din raionul Berejanî, regiunea Ternopil, Ucraina.

## Demografie
Componența lingvistică a localității Zalujjea
     Ucraineană (100%)
Conform recensământului din 2001, toată populația localității Zalujjea era vorbitoare de ucraineană (100%).